# Gruba ryba – bukmacher z kampusu
Gruba ryba – bukmacher z kampusu (ang. Big Shot: Confessions of a Campus Bookie) – amerykański telewizyjny film sensacyjny z 2002 roku. Zdjęcia kręcono w Los Angeles.

## Fabuła
Benny Silman przyjeżdża z Nowego Jorku do Arizony na studia. W kampusie poznaje Troya, który zajmuje się bukmacherstwem. Benny zaczyna dla niego przyjmować zakłady od kolegów. Zaczyna się szybko rozkręcać. Obryty szybko rosną, a Silman zaczyna zarabiać na własną rękę. Przenosi się wraz z dziewczyną do luksusowego apartamentowca. Tu zaczyna współpracę z gwiazdą koszykówki, Stevinem Smithem. Niestety, przekrętami sportowymi zaczyna interesować się policja i FBI.

## Obsada
- David Krumholtz - Benny Silman
- Tory Kittles - Stevin Hedake Smith
- Carmine Giovinazzo - T-Bone
- Jennifer Morrison - Callie
- Nicholas Turturro - Joe Jr.
- Frank John Hughes - Brady
- Zachary Levi - Adam
- James LeGros - Troy
- Theo Rossi - The Mook
- deMann - Larry
- Alex Rocco - Dominic
- Keith Loneker - Big Red
- Jeremy Luc - Nick
- Andy Buckley - Agent FBI Simms
- Colin Patrick Lynch - Agent Vasquez